# LY9
T-лимфоцитарный поверхностный антиген Ly-9 (англ. T-lymphocyte surface antigen Ly-9; CD229) — мембранный белок семейства сигнальных лимфоцитарных активирующих белков (SLAM), продукт гена человека LY9.

## Структура
LY9 состоит из 655 аминокислот, молекулярная масса 72,1 кДа. Содержит четыре иммуноглобулино-подобных домена и два ITSM-мотива.

## Функции
Самоактивируемый рецептор LY9/SLAMF3 семейства сигнальных лимфоцитарных активирующих белков (SLAM), которые запускают гомо- и гетеротипические межклеточные взаимодействия и модулируют активацию и дифференцировку иммунных клеток широкого спектра. Таким образом, эти рецепторы играют роль в регулировании и взаимодействии врождённого и адаптивного иммунных ответов. Их активности контролируются небольшими цитоплазматическими адаптерными белками SH2D1A/SAP и/или SH2D1B/EAT-2. Могут участвовать в адгезивных реакциях между T-лимфоцитами и антигенпредставляющими клетками за счёт гомофильных взаимодействий. LY9 усиливает дифференцировку T-клеток в Т-хелперы 17, что приводит к повышенной секреции интерлейкина 17. Ко-стимулирующая активация требует SH2D1A. Усиливает рекрутирование фактора транскрипции RORC к промотеру гена интерлейкина 17. Может участвовать в контроле толерантности периферических клеток в качестве негативного регулятора иммунного ответа. Может блокировать аутоиммунный ответ и ингибировать секрецию цитокина IFN-гамма CD4+ T-клетками. Негативно регулирует размер CD8+ T-клеток в тимусе и развитие неспецифических естественных киллеров.

## Взаимодействия
LY9 взаимодействует с адаптерным белком SH2D1A.